# Blykumme-processen
Blykumme-processen var en industriel metode, der blev anvendt til at fremstille svovlsyre i store mængder. Den er stort set blevet fortrængt af kontaktprocessen.
I 1746 i Birmingham i England, begyndte John Roebuck at producere svovlsyre i blyforede kummer, som var stærkere og billigere og kunne blive meget større end de glasbeholdere, der tidligere var blevet brugt. Dette muliggjorde en effektiv industrialisering af svovlsyreproduktionen, og med adskillige forbedringer forblev denne proces standardproduktionsmetoden i næsten to århundreder. Processen var så robust, at så sent som i 1946 stod kummeprocessen stadig for 25 % af den fremstillede svovlsyre.

## Kemi
Svovldioxid dannes ved at brænde elementært svovl eller ved at riste pyritisk malm i en luftstrøm:
S 8 + 8 O 2 → 8 SO 2
4 FeS 2 + 11 O 2 → 2 Fe 2 O 3 + 8 SO 2
Nitrogenoxider fremstilles ved nedbrydning af niter i nærværelse af svovlsyre eller ved hydrolyse af nitrosylsvovlsyre:
2 NaNO 3 + H 2 SO 4 → Na 2 SO 4 + H 2 O + NO + NO 2 + O 2
2 NOHSO 4 + H 2 O → 2 H 2 SO 4 + NO + NO 2
I reaktionskummerne opløses svovldioxid og nitrogendioxid i reaktionsvæsken. Nitrogendioxid hydreres for at producere salpetersyrling, der derefter oxiderer svovldioxiden til svovlsyre og nitrogenoxid. Reaktionerne er ikke velbeskrevne, men det er kendt, at nitrosylsvovlsyre er et mellemprodukt i mindst én procesvej. De vigtigste overordnede reaktioner er:
2 NO 2 + H 2 O → HNO 2 + HNO 3
SO 2 (aq) + HNO 3 → NOHSO 4
NOHSO 4 + HNO 2 → H 2 SO 4 + NO 2 + NO
SO 2 (aq) + 2 HNO 2 → H 2 SO 4 + 2 NO
Nitrogenoxid slipper ud af reaktionsvæsken og reoxideres efterfølgende af molekylært oxygen til nitrogendioxid. Dette er det overordnede hastighedsbestemmende trin i processen: 
2 NO + O 2 → 2 NO 2
Nitrogenoxider absorberes og regenereres i processen og fungerer således som katalysator for den samlede reaktion:
2 SO 2 + 2 H 2 O + O 2 → 2 H 2 SO 4